# Myagrus alboplagiatus
Myagrus alboplagiatus är en skalbaggsart som först beskrevs av Charles Joseph Gahan 1888.  Myagrus alboplagiatus ingår i släktet Myagrus och familjen långhorningar. Inga underarter finns listade i Catalogue of Life.